# عمر خشرم
عُمر خشرم (وُلد في عام 1962 في مخيم عقبة جبر، أريحا – تُوفي في 12 ديسمبر 2020 في أنقرة) صحفي ومذيع ومراسل فلسطيني أردني ومُدير مكتب قناة الجزيرة في تُركيا.

## حياته
وُلد خشرم في عام 1962 في مخيم عقبة جبر قُرب مدينة أريحا الفلسطينية إبان فترة الإدارة الأردنية للضفة الغربية لأسرة فلسطينية هاجرت نتيجة حرب 1948 من قرية بيت نتيف (دَمرتها الميلشيات الصهيونية) في قضاء الخليل، ولاحقًا نزحت عائلته إلى مخيم الوحدات في العاصمة الأردنية عمان بعد حرب 1967. حصل على شهادة الدراسة الثانوية العامة من مدرسة صناعية في عام 1980. حصل على درجة البكالوريوس في الإدارة الصناعية من جامعة غازي التُركية في أنقرة. كما حصل أيضًا على درجة البكالوريوس في إدارة الأعمال من جامعة قاريونس الليبية (اسمها حاليًا جامعة بنغازي) عام 1991.
عمل مذيعًا ومعدًا للبرامج العربية بين عامي 1999 و 2004 لدى إذاعة صوت تركيا [الإنجليزية]، ثم انتقل في سبتمبر 2004 للعمل مراسلًا إخباريًا في تركيا لدى قناة الجزيرة.
برز اسمه خلال تغطيته أحداث الحرب الأهلية السورية، بعد عمله مراسلًا إخباريًا لقناة الجزيرة في سوريا حتى عام 2014. في 21 يوليو 2012، ذكر خشرم أنه تلقى تهديدات بالتصفية الجسدية عبر مكالمات من عناصر في الجيش السوري النظامي، ولاحقًا في 30 يوليو 2012 أُصيب بشظايا قذيفة وقعت بالقرب منه في مدينة حلب نُقل إثرها للعلاج في المستشفيات التركية والألمانية وبقيت بعض الشظايا داخل رئته. كما غطى أحداث المعارك والحروب في العراق، وأفغانستان، وليبيا، وأوكرانيا، وكان آخرها الاشتباكات بين أذربيجان وأرمينيا في إقليم قره باغ.

## وفاته
تُوفي عمر خشرم في إحدى مستشفيات العاصة التركية أنقرة في 12 ديسمبر 2020 بعد إصابته بمرض فيروس كورونا 2019.